# Quận Waukesha, Wisconsin
Quận Waukesha một quận thuộc tiểu bang Wisconsin, Hoa Kỳ. Quận lỵ đóng ở Waukesha.6. Theo điều tra dân số năm 2000 của Cục điều tra dân số Hoa Kỳ năm 2000, quận có dân số 380.629 người.

## Địa lý
Theo Cục điều tra dân số Hoa Kỳ, quận có diện tích 1439 km2, trong đó có 65 km2 là diện tích mặt nước.

## Lịch sử
Một phần của Wisconsin ngày nay nằm ở quận Waukesha đã thuộc Michigan cho đến khi quận Milwaukee được tổ chức vào tháng 9 năm 1834.  Ngày 4/7/1836, lãnh thổ Wisconsin đã được lập, bao gồm khbu vực ngày nay thuộc bang Minnesota.  Tháng 1 năm 1846, một phần quận Milwaukee đã được tách ra đưa vào quận Waukesha.  Curtis Reed đã là chủ tịch quận đầu tiên.  Khi bỏ phiếu quyết định quận lỵ, Waukesha đã vượt qua Pewaukee bởi hai phiếu.

### Xa lộ
- Interstate 94
- Interstate 43
- U.S. Highway 18
- U.S. Highway 41
- U.S. Highway 45
- Highway 16 (Wisconsin)
- Highway 36 (Wisconsin)
- Highway 59 (Wisconsin)
- Highway 67 (Wisconsin)
- Highway 74 (Wisconsin)
- Highway 83 (Wisconsin)
- Highway 100 (Wisconsin)
- Highway 145 (Wisconsin)
- Highway 175 (Wisconsin)
- Highway 164 (Wisconsin)
- Highway 190 (Wisconsin)

### Quận giáp ranh
- Quận Washington - bắc
- Quận Ozaukee - đông bắc
- Quận Milwaukee - đông
- Quận Racine - đông nam
- Quận Walworth - tây nam
- Quận Jefferson - tây
- Quận Dodge - tây bắc

## Thông tin nhân khẩu

Tháp tuổi dân cư Waukesha theo điều tra năm 2000.

Theo điều tra dân số 2 năm 2000, đã có 360.767 người, 135.229 hộ gia đình, và 100.475 gia đình sống trong quận hạt. Mật độ dân số là 649 người trên một dặm vuông (251/km ²). Có 140.309 đơn vị nhà ở mật độ trung bình của 252 trên một dặm vuông (98/km ²). Cơ cấu điểm chủng tộc của quận gồm 95,77% người da trắng, 0,73% da đen hay Mỹ gốc Phi, 0,22% người Mỹ bản xứ, 1,49% châu Á, Thái Bình Dương 0,02%, 0,87% từ các chủng tộc khác, và 0,90% từ hai hoặc nhiều chủng tộc. 2,63% dân số là người Hispanic hay Latino thuộc một chủng tộc nào. 44,5% là gốcĐức, gốc Ba Lan 9,2%, Ý 7,5%, và 7,7% gố Ailen theo điều tra dân số năm 2000. 94,3% nói tiếng Anh, số người nói tiếng Tây Ban Nha 2,2% và 1,2% nói tiếng Đức là ngôn ngữ đầu tiên của họ.
Có 135.229 hộ, trong đó 35,40% có trẻ em dưới 18 tuổi sống chung với họ, 64,80% là đôi vợ chồng sống với nhau, 6,80% có một chủ hộ nữ không có mặt chồng, và 25,70% là các gia đình không. 20,90% hộ gia đình đã được tạo ra từ các cá nhân và 8,10% có người sống một mình 65 tuổi hoặc lớn tuổi hơn là người. Cỡ hộ trung bình là 2,63 và cỡ gia đình trung bình là 3,08.
Trong quận, độ tuổi dân số đã được trải ra với 26,30% dưới độ tuổi 18, 6,80% 18-24, 29,80% 25-44, 25,10% từ 45 đến 64, và 12,00% từ 65 tuổi trở lên đã được những người. Độ tuổi trung bình là 38 năm. Đối với mỗi 100 nữ có 96,80 nam giới. Đối với mỗi 100 nữ 18 tuổi trở lên, đã có 94,40 nam giới.
Thu nhập trung bình cho một hộ gia đình trong quận đã được $ 62.839, và thu nhập trung bình cho một gia đình là $ 71,773 (các con số này đã tăng lên 71.907 $ và 85.116 $ tương ứng là của một ước tính năm 2007 [8]). Phái nam có thu nhập trung bình $ 49.232 so với 31.643 $ cho con cái. Các bình quân đầu người thu nhập cho quận là 29.164 $. Khoảng 1,7% của các gia đình và 2,7% dân số sống dưới mức nghèo khổ, trong đó có 2,5% của những người dưới 18 tuổi và 4,0% của những người 65 tuổi hoặc hơn.